# 東石坂町
東石坂町（ひがしいしざかまち）は福岡県北九州市八幡西区の町。住居表示実施済み。郵便番号は807-1122。

## 地理
八幡西区の南部に位置し、北に小嶺台、東に大字畑、南に下畑町、西に石坂と接する。

### 河川
- 二級河川 黒川

## 地域の特徴
町域の東縁は畑貯水池の堰堤になっている。そこから黒川が西流し、町域の西縁に沿って走る国道211号がその上を跨ぐ。黒川の右岸に小規模な住宅地がある他は山林や耕作地となっており、民家が点在する。なお、隣町の石坂は「いしさか」と清音であるのに対し、東石坂町は「ひがしいしざかまち」と濁音になっている。

## 歴史
黒川右岸の住宅地は昭和40年代後半に造成された。

### 沿革
- 1986年（昭和61年）6月1日 - 東石坂町新設[4][5]。

### 町名の変遷
| 実施内容          | 実施年月日               | 実施後   | 実施前                   |
| ----------------- | ------------------------ | -------- | ------------------------ |
| 町名新設 住居表示 | 1986年（昭和61年）6月1日 | 東石坂町 | 大字香月，大字畑の各一部 |

## 世帯数と人口
2025年（令和7年）3月31日現在（北九州市発表）の世帯数と人口は以下の通りである。
| 町       | 世帯数 | 人口  |
| -------- | ------ | ----- |
| 東石坂町 | 52世帯 | 100人 |

### 人口の変遷
国勢調査による人口の推移。
| 1995年（平成7年）  | 106人 | [ 6 ]  |  |
| 2000年（平成12年） | 95人  | [ 7 ]  |  |
| 2005年（平成17年） | 94人  | [ 8 ]  |  |
| 2010年（平成22年） | 95人  | [ 9 ]  |  |
| 2015年（平成27年） | 96人  | [ 10 ] |  |
| 2020年（令和2年）  | 107人 | [ 11 ] |  |

### 世帯数の変遷
国勢調査による世帯数の推移。
| 1995年（平成7年）  | 36世帯 | [ 6 ]  |  |
| 2000年（平成12年） | 36世帯 | [ 7 ]  |  |
| 2005年（平成17年） | 37世帯 | [ 8 ]  |  |
| 2010年（平成22年） | 41世帯 | [ 9 ]  |  |
| 2015年（平成27年） | 41世帯 | [ 10 ] |  |
| 2020年（令和2年）  | 46世帯 | [ 11 ] |  |

## 学区
市立小・中学校に通う場合、学区は以下の通りとなる。
| 町       | 街区・戸番 | 小学校               | 中学校               |
| -------- | ---------- | -------------------- | -------------------- |
| 東石坂町 | 全域       | 北九州市立池田小学校 | 北九州市立千代中学校 |

## 交通

### バス
域内のバス停と系統は以下の通りである。
| 運行事業者 | 運行事業者 | 西鉄バス北九州 | 西鉄バス北九州 | 西鉄バス北九州 |
| 系統       | 系統       | 50             | 53             | 快速           |
| 停留所     | 新石坂     | ○              | ○              | ○              |

### 道路
- 国道211号

## 施設

### 公園
- 東石坂公園